# آل شطيرة (لودر)

تعديل مصدري - تعديل

آل شطيرة هي إحدى قرى عزلة زارة بمديرية لودر التابعة لمحافظة أبين، بلغ تعداد سكانها 51 نسمة حسب تعداد اليمن لعام 2004.